# 神韻
神韻芸術団（シェンユンげいじゅつだん、英名：Shen Yun Performing Arts）とは、中国の古典舞踊や民族舞踊を披露する舞台芸術団体である。米国ニューヨークに拠点を置き、演目は中国の伝統文化、歴史の物語を表現するものが多く、独自のオーケストラ「神韻交響楽団」を有する。

## 概要
神韻芸術団は、中国共産党の数十年の統治下で破壊された中国
の伝統文化を復興するという目的を持ち、2006年に設立され、2007年に初ステージを披露。当初は90人ほどの団員が在籍していたが、2017年公演では500人あまりの団員が形成する5つの舞踊団とオーケストラに規模を拡大し、北米のみならずヨーロッパ、オセアニア、アジアなど世界各国で巡回公演が行われるようになっている。2007年に初来日した神韻芸術団は東京、大阪で公演を行なって以来、一年に一度来日し、東京、大阪、京都、名古屋、広島、福岡などの大都市で公演を行っている。

## 歴史
神韻は祖国を離れた北米在住の法輪功を信仰する華人たちにより、2006年にニューヨークで設立された。神韻芸術団の最初のツアーは2007年にダンサー、ミュージシャン、ソリストと製作スタッフなど90人のアーティストによって行われた 。神韻の目的は中国共産党政府によって破壊された「中国5000年の伝統文化の復興」であるという。初期の公演は、「チャイニーズスペクタクル」
、「ホリデーワンダー」
、「新年祝賀祭」、「ディヴァイン パフォーミングアーツ」などの名称で行われたが、現在では「神韻」に統一されている。2016年の時点で、神韻は同時に世界ツアーを行なうことのできる、オーケストラ付きの独立した5つの芸術団に拡大した。 2010年末までに、約100万人が公演を鑑賞した。

## 公演内容
神韻は毎年演目を一新し、2時間30分の公演は、中国古典舞踊や古典民族舞踊、ソリストやオペラ歌手による独唱など、およそ20前後の演目により構成される。それぞれの演目の前には、バイリンガルのMCが中国語と現地の言語で各演目の紹介を行なう 。

### 舞踊
神韻の各芸術団には男女合わせて約60人のダンサーが在籍しており、多人数による大掛かりな中国古典舞踊劇は、神韻の主な見所となっている。中国古典舞踊とは、跳躍・回転・宙返り・毯子功（タンズゴン）など豊富な技巧を含む、数千年にわたって継承された包括的かつ豊富な舞踊形態である。
神韻の舞踊劇は、木蘭（ムーラン）、西遊記、水滸伝、三國志など、中国の歴史や伝説上の物語を題材とし、イ族、ミャオ族、モンゴル族など、様々な民族舞踊を披露している。

## アーティスト

### プリンシパルダンサー
| - 古 韻（グー・イン） - クリスティーナ・リ - 陳 厚任（チェン・ホウレン） - 王 琛（ワン・チェン） - 薛 心壇（シュエ・シンタン） - 林 孝紘（リン・シャオホン） - 廖 若山（リャオ・ルォシャン） - 陳 佳伶（チェン・ジャリン） - 王 旋（ワン・シュアン） - 蔡 翹楚（ツァイ・チョーツゥ） - 曹 永欣（ツァオ・ヨンシン） - 陳 美容（チェン・メイロン） - 黄 志立（ホァン・ジーリー） - 王 項楠 （ワン・シャンナン） - 秦 歌（チン・グゥ） - 林 桂宇（リン・グェイユ） | - 李 博健（リ・ボージェン） - 宇 寧（ユィ・ニン） - 孫 讚（スン・ザン） - 周 暁（ヂョウ・シャオ） - 陳 俊丞（チェン・ジュンチャン） - 鄭 道詠（ゼン・ダオヨン） - 陳 超慧（チェン・チャオフイ） - 李 宝円（リ・バオユェン） - 黄 琳捷（ホァン・リンジェ） - 杜 博寬（ドゥー・ボークェン） - 肖 嘉祺（シャオ・ジャーチ） - 郭 ジー貝（グオ・ジーベイ） - 張 婷堯（ジャン・ティンヤォ） - 藤 安娜（トゥン・アンナ） - 呉 凱迪（ウー・カイディ） - 周 璽知（ジュウ・シジ） | - 呉 巡天（ウー・シュンテン） - 林 思楚（リン・スーチュ） - 車 星鎬（チャ・ソンホ） - 王 岱薇（ワン・ダイウェイ） - 張 家瑞（チャン・ジャーロイ） - 王 君竹（ワン・ジュンヅゥ） - 宋 艾文（ソン・アイウェン） - 劉 心怡（リュウ・シンイー） - 高 偉閔（ガオ・ウェイミン） - 劉 宇旋（リュウ・ユィセン） - 馮 松濤（フォン・ソンタオ） - キャロライン・ランラン・サーコム |

### オーケストラ
| - 範 詠喨 （ファン・ヨンリャン） - カスパー・マーティグ - 李 佳蓉（リー・ジャーロン） - 黄 怡禎（ホワン・イジェン） - イェヴジェニー・レツニック - カレン・カチャトリアン - 戚 暁春（チー・シャオチュン） - 王 培儒（ワン・ペイルー） - サーラ・レナー | - 林 家綺（リン・ジャーチー） - エリック・ロビンズ - 汪 逸修（ワン・イーショウ） - 林 怡瑾（リン・イジン） - 唐 逸薰（タン・イーシュィン） | - アストリッド・マーティグ - アレクサンダー・ウィルソン - 張 蓬（チャン・ポン） - 楊 元碩（ヤン・ユェン・シュォ） - スティーヴン・ルイ - 蒋 偉風（ジャン・ウェイフォン） |

### ソリスト
| - 関 貴敏（グァン・グィミン） - 戚 暁春（チー・シャオチュン） - 姜 敏（ジャン・ミン） - 黄 碧如（ホワン・ビールゥ） | - 耿 皓藍（ガン・ハオラン） - 鳳 鳴（フォン・ミン） - 円 曲（ユェン・チュィ） | - 天 歌（テン・グゥ） - 喚 醒（フアン・シン） - 許 珈寧（シュ・ジャニン） |

### 振付師と作曲家
| - ミレン・ナケヴ - 郭 耿維（クオ・ケンウェイ） - アントニア・ジョイ・ウィルソン - 陳 永佳（チェン・ヨンジャー） | - 任 鳳舞（レン・フォンウー） - 浄 弦（ジン・シュエン） - 李 金蔓（リ・ジンマン） | - 楊 絲雅（ヤン・スーヤー） - 談 駿毅（タン・ジュンイー） - 高 原（ガォ・ユェン） |

在籍人員はHPでも参照可能。

## ツアー
神韻芸術団は約90人のダンサーと、オーケストラ、ソリスト、芸術監督や制作スタッフを持つ舞台芸術団として2006年に設立された。2007年のシーズン中に、同芸術団は32公演を行い、推定20万人の人々が鑑賞した。それ以降、同芸術団はダンサー、ソリスト、オーケストラの人数を増やし、現在は5つの芸術団に規模を拡大して世界同時ツアーを行っている。5つの芸術団は1年のうち7か月にわたり世界同時ツアーを行い、北米、ヨーロッパ、アジア、オーストラリア、ラテンアメリカを巡回し、世界140以上の国と地域で公演を行っている。著名な公演会場としては、ロンドンのロンドン・コロシアム、パリのパレ・デ・コングレ、ワシントンD.C.の、ケネディ・センターオペラハウス、ニューヨーク、リンカーン・センターのデビット・H・コーク・シアターなどが挙げられる。2010年までに、全世界で推定100万人の観客が神韻公演を鑑賞した。
5大陸で巡回公演が行われているにもかかわらず、神韻は中国大陸では上演されていない。また、中国政府は外国の大使館や領事館を通して政治的圧力をかけ、海外での神韻公演を中止させようとした。中国の外交官は西側諸国の議員に、神韻公演は中国のイメージを故意に汚すプロパガンダであると記述された書簡を送り、公演を鑑賞しないようにと強く要求した。
神韻は、2010年1月に香港で公演を行なう予定だったが、香港政府によって、神韻の制作スタッフの入国ビザ発行が拒否されたため、キャンセルされた。入国ビザの発行拒否は、同年3月に解除された。